# П
П je cirilska črka, ki se je razvila iz grške črke Π. Izgovarja s kot p in se tako tudi prečrkuje v latinico.
Tradicionalno ime te črke je pokoj (покои, поко́й), v novejšem času pa se bolj uporablja kratko ime pe.
| tiskano | pisano |
| ------- | ------ |
| П п     | П п    |

Opomba:

V rokopisu in v kurzivi večina narodov piše malo črko kot п (to obliko črke vsebuje tudi večina sodobnih računalniških fontov), v srbščini in makedonščini pa je bolj v navadi oblika s črtico zgoraj: .